# Comazzo
Comazzo es una localidad y comune italiana de la provincia de Lodi, región de Lombardía, con 2003 habitantes.

## Evolución demográfica
| Gráfica de evolución demográfica de Comazzo entre 1861 y 2001 |
|                                                               |
| Fuente ISTAT - elaboración gráfica de Wikipedia               |